# Robby Langers
Robert 'Robby' Langers (Ciutat de Luxemburg, 1 d'agost de 1960) és un ex-futbolista luxemburguès. L'any 1987 fou nomenat com a millor esportista luxemburguès de l'any.

## Biografia

### Carrera esportiva
Langers va començar a l'US Luxemburg, però amb vint anys se'n va anar a la Bundesliga alemanya per jugar al Borussia de Mönchengladbach. Després de dues temporades al segon equip va tornar a canviar de país, aquest cop per jugar a França, on va participar tant a la primera com a la segona divisió de futbol amb diferents equips. Quan era a l'US Orléans va ser el màxim golejador de la Ligue 2. A l'AS Cannes va compartir vestidor amb un jove Zinédine Zidane.
El 1992, Langersse'n va anar cap a Suïssa per jugar amb l'Yverdon-Sport i l'Etoile Carouge. Després va tornar a Alemanya per jugar amb l'Eintracht Trier, i finalment retornà a Luxemburg, on primer va jugar amb el F91 Dudelange i, finalment, acabà la seva carrera marcant catorze gols amb el seu primer club, l'Union.

### Selecció luxemburguesa
Langers va debutar amb la selecció luxemburguesa el setembre de 1980 en un partit de classificació per a la Copa del Món contra Iugoslàvia. En total va disputar 73 partits en divuit anys, i va marcar vuit gols en aquest temps. Va jugar 35 partits de classificació per a la Copa del Món.
La seva carrera com a internacional va coincidir en el temps amb la de dos dels jugadors més importants de la història de Luxemburg: Guy Hellers i Carlo Weis. El seu darrer partit com a internacional fou el maig de 1998 contra Camerun, on va entrar des de la banqueta i fou, al seu torn, substituït pocs minuts abans d'acabar el partit per rebre els honors de la seva afició.

## Palmarès
- Copa francesa: 1

1984
- Esportista Luxemburguès de l'Any: 1

1987